# Festival de las Naciones

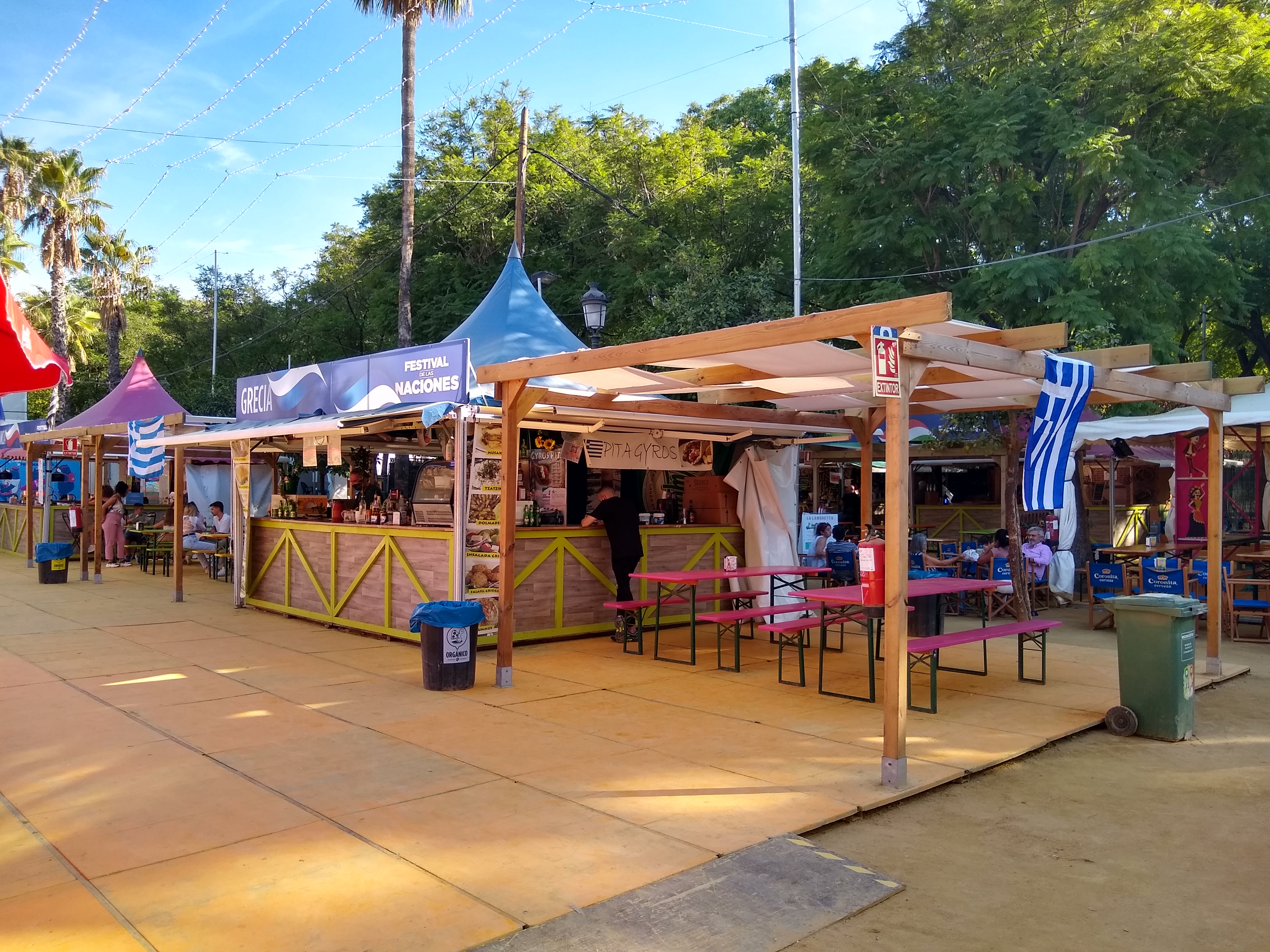
Puesto de Grecia.

El Festival de las Naciones es una feria de muestras internacional tiene lugar en verano en Santander (Cantabria) y en otoño en Sevilla (Andalucía), ambas ciudades españolas. Su primera edición tuvo lugar en 1993 en el Casino de la Exposición Iberoamericana. Pretendía ser una continuación, a menor escala, de la Exposición Universal de 1992.
En 1996 se trasladó al muelle de la Sal y en 1998 a los jardines del Prado de San Sebastián, donde ha permanecido salvo en los años 2006 y 2007, en que tuvo lugar en el parque de María Luisa.
En el año 1994 participaron 34 países y en 2021 participaron 50. En el evento los países presentan su oferta cultural y gastronómica y también tienen lugar espectáculos con artistas locales.